# بريان هاميلتون (مبارز)
بريان هاميلتون (مواليد 13 نوفمبر 1937) هو مبارز بالسيف من جمهورية أيرلندا، مثّل بلاده في الألعاب الأولمبية الصيفية 1960.

## روابط خارجية
بريان هاميلتون على موقع أوليمبيديا (الإنجليزية)